# Carlo Olivero
Carlo Olivero (Venezia, 28 maggio 1914 – 11 gennaio 1994) è stato un politico, partigiano e medico italiano.

## Biografia
Partigiano, al termine del conflitto viene eletto nelle file del Partito Comunista Italiano alla Camera dei deputati nella I Legislatura, dal 1948 al 1953. Durante l'incarico conosce Rosa Fazio Longo deputata socialista, sposata e madre di Pietro Longo, che per amore si separa dal marito.